# Controversia sull'invito di papa Benedetto XVI alla Sapienza

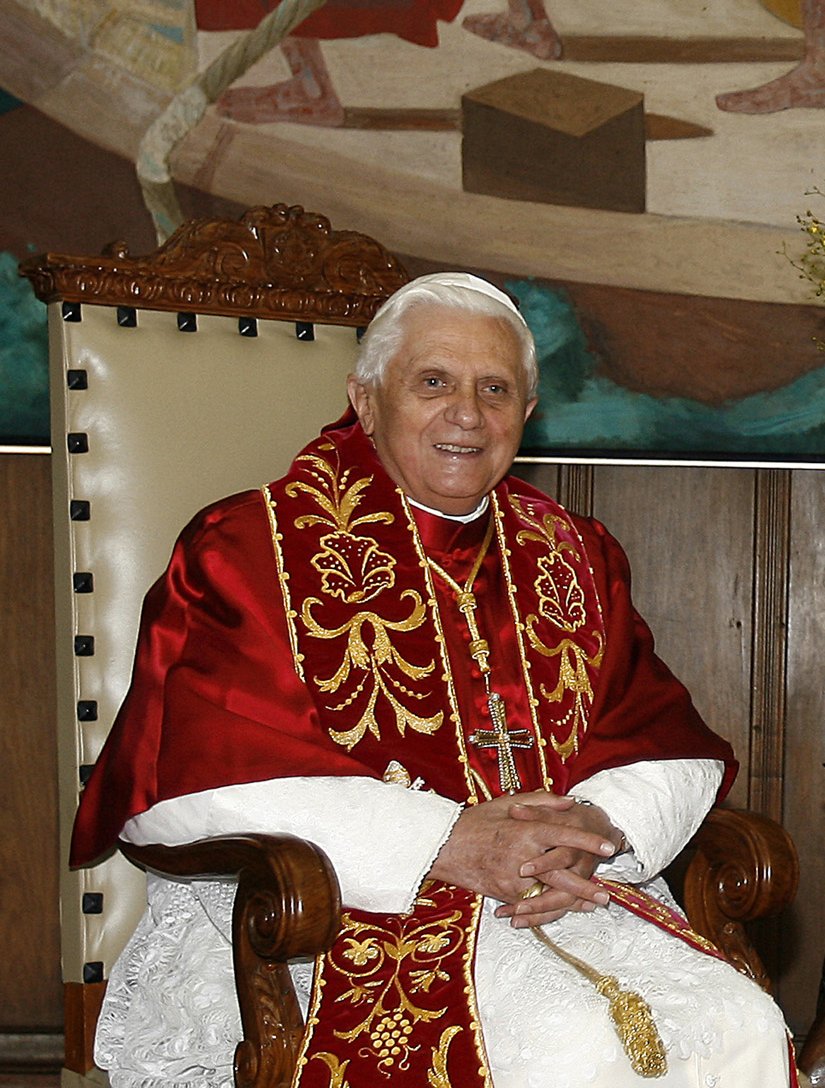
Papa Benedetto XVI

La controversia sull'invito di papa Benedetto XVI alla Sapienza fa riferimento alle proteste emerse il 20 novembre 2007 contro l'invito che il rettore dell'Università degli Studi di Roma "La Sapienza" fece a papa Benedetto XVI affinché inaugurasse l'anno accademico, il 17 gennaio 2008. A seguito delle proteste espresse da numerosi docenti e studenti, la Santa Sede decise di declinare l'invito.

## Antefatti
Il 15 febbraio 1990 l'allora cardinale Ratzinger aveva già tenuto un discorso all'Università degli Studi di Roma "La Sapienza". Le sue parole avevano sollevato forti polemiche nel mondo scientifico, in particolare per aver citato le parole del filosofo della scienza Paul Feyerabend in cui pareva fosse espresso un positivo giudizio dell'operato della Chiesa cattolica relativamente al processo a Galileo Galilei.

Alcuni sostennero anche che Ratzinger avesse male interpretato, e quindi usato a sproposito, il pensiero di Feyerabend, argomentando che l'affermazione citata sarebbe stata tratta da un discorso per assurdo del filosofo. I dubbi sulla correttezza dell'interpretazione di Ratzinger furono però fugati dallo stesso Feyerabend, che nel maggio successivo commentò personalmente il discorso del cardinale in un'intervista al settimanale Il Sabato, affermando che:
Sul processo a Galileo, dopo che papa Giovanni Paolo II ebbe auspicato un "riconoscimento leale dei torti, da qualunque parte essi vengano", il 3 luglio 1991 venne aperta una commissione di studio, i cui risultati furono ricordati dal pontefice in un discorso ai partecipanti alla sessione plenaria della Pontificia accademia delle scienze, evidenziando due punti:
(Lettera del 21 dicembre 1613, in Edizione nazionale delle Opere di Galileo Galilei, dir. A. Favaro, riedizione del 1968, vol. V, p. 282)
È controverso se Ratzinger fosse d'accordo o meno con le parole di Feyerabend da lui riportate.
Nel 2005, dopo la morte di Giovanni Paolo II, il cardinal Ratzinger fu eletto papa Benedetto XVI.

## La controversia
Il 14 novembre 2007, a seguito della notizia del probabile invito di papa Benedetto XVI alla cerimonia di inaugurazione dell'anno accademico, fu redatta una lettera di protesta dal docente Marcello Cini, pubblicata dal quotidiano Il manifesto. A questa lettera seguì, il 23 novembre, una lettera ad uso interno indirizzata al rettore e firmata da 67 docenti (su circa 4 500) dell'Università, sottoscritta successivamente da altri 700 tra professori e scienziati, italiani e non; tale lettera divenne di pubblico dominio nel mese di gennaio, a ridosso della cerimonia.
Nella prima lettera Cini, in toni aspri, faceva riferimento alla lectio magistralis "Fede, ragione e università" tenuta da Benedetto XVI il 12 settembre 2006 presso l'università di Ratisbona, sostenendo che il pontefice appoggiasse la teoria del "disegno intelligente", e criticava in particolar modo la scelta del rettore della Sapienza di non aver discusso l'invito con il senato accademico. Nella seconda lettera i docenti condividevano l'intervento di Cini e aggiungevano inoltre un riferimento alla citazione delle parole di Feyerabend su Galilei, fatta alla Sapienza il febbraio 1990 dall'allora cardinale Ratzinger.
In un articolo su Il Giornale, il vaticanista Andrea Tornielli affermò che la presunta cattiva interpretazione, da parte dei 67 sottoscrittori, della parole pronunciate da Ratzinger nel 1990 fosse causata da un'incompleta citazione delle parole di Ratzinger come allora riportate sull'articolo su papa Benedetto XVI di Wikipedia in italiano. Secondo Tornielli, il fatto che le parole conclusive mancassero su Wikipedia avrebbero dimostrato come Ratzinger «ritiene "assurdo" appropriarsene [della citazione di Feyerabend] per sostenere che la Chiesa con Galileo avrebbe avuto ragione». Uno dei sottoscrittori della lettera, il fisico teorico Giorgio Parisi, aveva risposto in precedenza a critiche simili, riportando anche la parte dell'intervento allora mancante su Wikipedia. Secondo Parisi, il cardinal Ratzinger «non si distanzia dall'affermazione di Feyerabend […] Conclude dicendo di non voler usare questo testo per una “frettolosa apologetica”, ma non ne nega la validità»; conseguentemente Parisi conclude affermando: «la citazione di Feyerabend, fatta senza far riferimento alle posizioni teoriche di Feyerabend, stravolge completamente il pensiero di questo filosofo della scienza. Al contrario di quello che sembra da questa citazione isolata, Feyerabend ha sempre esaltato la creatività e l’audacia intellettuale di Galileo; tuttavia si esprime per paradossi e tutta la sua visione è una critica della “ragione”, quindi, nel dire che la Chiesa era da parte della ragione, non sta dando torto a Galileo ma alla Chiesa». Secondo un articolo de L'Osservatore Romano, la prova che i 67 sottoscrittori fossero stati tratti in errore riprendendo pedissequamente la citazione incompleta allora su Wikipedia sarebbe la coincidenza tra la data ed il luogo da loro riportata e quella riportata al tempo da Wikipedia, entrambi errati.
Con l'avvicinarsi dell'evento, si verificò una serie di manifestazioni da parte di numerosi studenti dell'ateneo contrari all'invito al pontefice, al sindaco di Roma Walter Veltroni ed al ministro dell'università Fabio Mussi, culminata con l'occupazione della sede del senato accademico e del rettorato.
Il 15 gennaio 2008, come conseguenza dei fatti di seguito riportati, la Santa Sede declinò l'invito del rettore dell'università affinché Benedetto inaugurasse l'anno accademico il 17 gennaio. Il discorso inaugurale del papa fu comunque letto dal prorettore.
Diversi esponenti del mondo politico e istituzionale italiano espressero solidarietà al papa e condanna per i 67 docenti e gli studenti contestatori, accusati di intolleranza. Il mondo culturale espresse posizioni più variegate sull'interpretazione dei fatti e sui contenuti delle lettere dei docenti in questione; vi fu un pubblico appello di solidarietà ai 67 docenti promosso dalla rivista Historia Magistra, come pure pubblici appelli di solidarietà al papa promossi dal quotidiano on line L'Occidentale e dall'associazione culturale EURESIS.

## Ulteriori ricadute della controversia
Un ulteriore sviluppo della polemica riguardò il fisico Luciano Maiani, che l'8 gennaio aveva ottenuto dal Consiglio dei ministri (governo Prodi II) la ratifica della nomina alla direzione del CNR. Dal momento che Maiani risultava fra i firmatari della lettera dei 67, la Commissione cultura del Senato, nella seduta del 16 gennaio, bloccò temporaneamente la nomina. In tale occasione il senatore Franco Asciutti giudicò che l'adesione di Maiani a un appello «contrario alla presenza del Pontefice in occasione dell'inaugurazione dell'anno accademico» fosse «incompatibile con un atteggiamento equilibrato e laico». La nomina fu sbloccata circa un mese più tardi (29 gennaio da parte del Senato, 1º febbraio da parte del governo), quando il clamore mediatico si era ormai placato.

## Reazioni in difesa di Benedetto XVI
Il mondo cattolico, alla notizia dell'annullamento della visita, reagì con indignazione parlando di «libertà di espressione negata». Il giorno successivo, studenti cattolici della Sapienza espressero la loro solidarietà al Papa partecipando all'udienza del mercoledì. Il cardinale Camillo Ruini, all'epoca vicario di Roma, organizzò invece una manifestazione la domenica successiva all'Angelus a Piazza San Pietro che doveva avere un ruolo di «riconciliazione fra la città di Roma e il Papa», alla quale parteciparono rappresentanti di tutte le associazioni cattoliche oltre ad esponenti della politica.
Durante la cerimonia d'inaugurazione, studenti di Comunione e Liberazione vi parteciparono con la bocca imbavagliata, esponendo cartelli sulla presunta «mancanza di libertà all'interno del mondo universitario italiano».
Il giornalista Giuliano Ferrara propose a tutti gli intellettuali che si erano laureati alla Sapienza di restituire provocatoriamente la loro laurea, ma l'appello non ebbe seguito.

Nel suo saggio del 2008 Considerazioni introduttive sugli attuali dibattiti fra laicismo, scienza, filosofia e religione, il filosofo marxista-comunitarista Costanzo Preve difese il pensiero del pontefice dalle critiche mosse contro di lui dal mondo laico, considerando quanto avvenuto alla Sapienza un episodio paradigmatico di tale scontro. Preve riassume la sua posizione in maniera netta e dura nei confronti dei laici (che per lo più nel testo chiama "laicisti"): 